# Лазаренко Андрій Созонтович

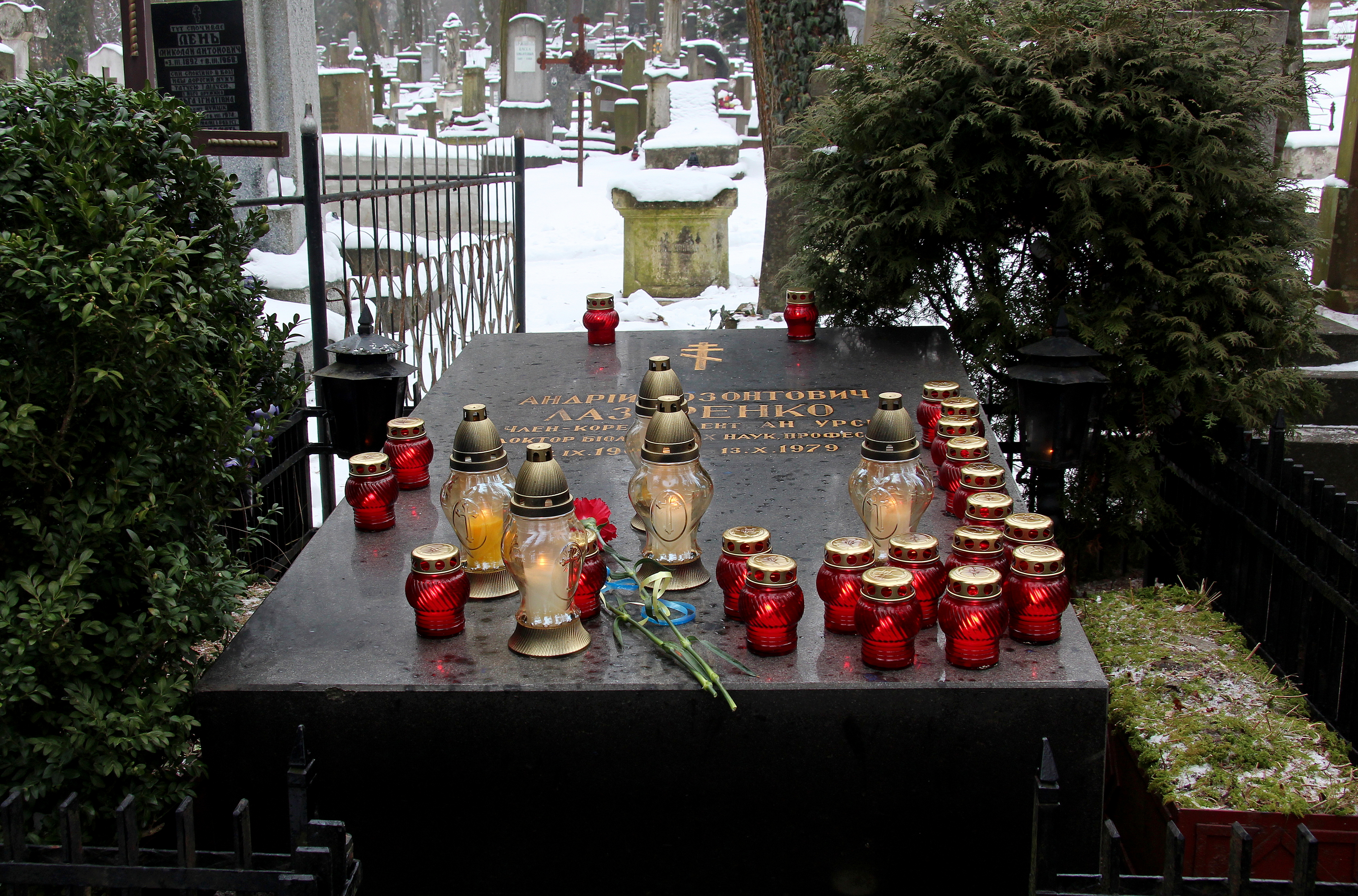

Андрі́й Созо́нтович Лазаре́нко (27 листопада 1901, Київ — 13 жовтня 1979, Львів) —  український геоботанік, бріолог, фітогеограф, член-кореспондент АН УРСР, доктор біологічних наук, професор. Фахівець із систематизації флори і географії мохів, описав понад 30 нових видів і 6 родів мохів.
За спогадами його учениці Євгенії Лесняк, Андрій Лазаренко та його брат Михайло були учасниками бою під Крутами, згодом воював в армії УНР.

## Життєпис
Народився у родині міщан міста Козелець Созонта Івановича та Євфросинії Григорівни. Спершу навчався у церковно-парафіяльній школі, надалі — у Київському вищому середньому училищі, яке закінчив 1916 року. Вступив на біологічне відділення Київського інституту народної освіти, де спеціалізувався в галузі ботаніки. Водночас з ним в Інституті вчилися П. Ф. Оксіюк, А. М. Окснер, Ю. Д. Клеопов: усі вони увійшли до когорти визначних українських ботаніків. 1924 — закінчив Київський інститут народної освіти. 1922—1932 — науковий співробітник Ботанічного кабінету ВУАН. 1925—1928 — навчався в аспірантурі за спеціальністю «біологія» під керівництвом проф. О. В. Фоміна.
1931 — Ботанічний кабінет і Гербарій АН були реорганізовані в Інститут ботаніки АН УРСР. Від 1931 року працював в Інституті ботаніки, одним із засновників якого був він сам. 1936 року йому присвоєно ступінь кандидата біологічних наук за сукупністю праць без захисту дисертації. 1932—1945 — старший науковий співробітник, 1945—1950 — завідувач відділу Інституту ботаніки АН УРСР. 1945—1947 — завідувач кафедри Львівського політехнічного інституту, Львівського сільськогосподарського інституту та Львівського державного університету ім. І. Франка, а також директор ботанічного саду Львівського університету.
1950—1951, 1955—1963 — завідувач відділу ботаніки Львівського науково-природничого музею АН УРСР. 1951—1953 — директор, 1953—1955 — завідувач відділу Інституту агробіології АН УРСР. Спільно з О. В. Фоміним, Д. К. Зеровим, А. М. Окснером, М. М. Підоплічко та іншими розпочав вивчати рослинність України, заклав основи гербаріїв судинних рослин, мохів, лишайників, грибів, а також розпочав збір матеріалів для Ботанічного музею.
Помер у Львові , похований на полі № 9 Личаківського цвинтаря.

## Науковий доробок
Науковий доробок вченого включає понад 100 наукових праць, у тому числі 5 монографій, які присвячені систематизації флори і географії мохів, морфології мохоподібних України, Білорусі, Кавказу, Далекого Сходу та Середньої Азії, зокрема: «Визначник листяних мохів України» (1936), «Определитель лиственных мхов БССР» (1951), «Определитель лиственных мхов Украины» (1955), «Атлас хромосом лиственных мхов СССР» (1971). 2001 року до 100-річчя від дня народження Андрія Созонтовича Лазаренка опублікована книга: "А. С. Лазаренко. Структура виду і механізми видоутворення мохів: Вибрані праці / НАН України, Інститут екології Карпат / М. А. Голубець (відп. ред.). — Львів: Ліга-Прес, 2001. — 231 с., в якій наведені життєвий і творчий шлях Андрія Созонтовича, спогади його учнів та послідовників: академіка НАН України М. А. Голубця, докторів біологічних наук, професорів О. Т. Демківа, К. А. Малиновського, С. М. Стойка, Євгенії Лесняк, яка у спогаді «Закарбовані у пам'яті спомини» зазначає: «Його старший брат Михайло у революційну завірюху вийшов з дому й не повернувся. Під цим поясненням ховалась його смерть у боротьбі під Крутами з більшовицькою армією Муравйова, у якій брав участь разом з Андрієм Созонтовичем» [68, с. 30]. Відповідальний редактор передмову до цієї книги завершує такими словами: «Нехай її вихід у світ буде ознакою вдячності учителеві і скромним букетом сердечної пошани в день його 100-ї річниці від дня народження».
На честь A.C. Лазаренка названо кілька рослин, зокрема шипшина Лазаренка (Rosa lasarenkoi Chrshan.), рід мохів Лазаренкія Козлова (Lazarenkia kozlovii (Lazar.) Boiko).